# Kannehalli, Mudigere
Kannehalli là một làng thuộc tehsil Mudigere, huyện Chikmagalur, bang Karnataka, Ấn Độ.